# 8.º Regimiento de Propósito Especial Independiente
El 8º Regimiento Separado de Operaciones Especiales o el Centro de Operaciones Especiales "Oeste" ("Príncipe Izyaslav Mstislavych") o "Unidad A0553",: Es un regimiento de las Fuerzas de Operaciones Especiales (Ucrania). Tiene su sede en la ciudad de Jmelnitski y forma parte de las Fuerzas Conjuntas de Reacción Rápida. Desde 2014, el regimiento ha participado en muchas batallas de la guerra ruso-ucraniana y se transformará en un centro de operaciones especiales independiente en 2022.

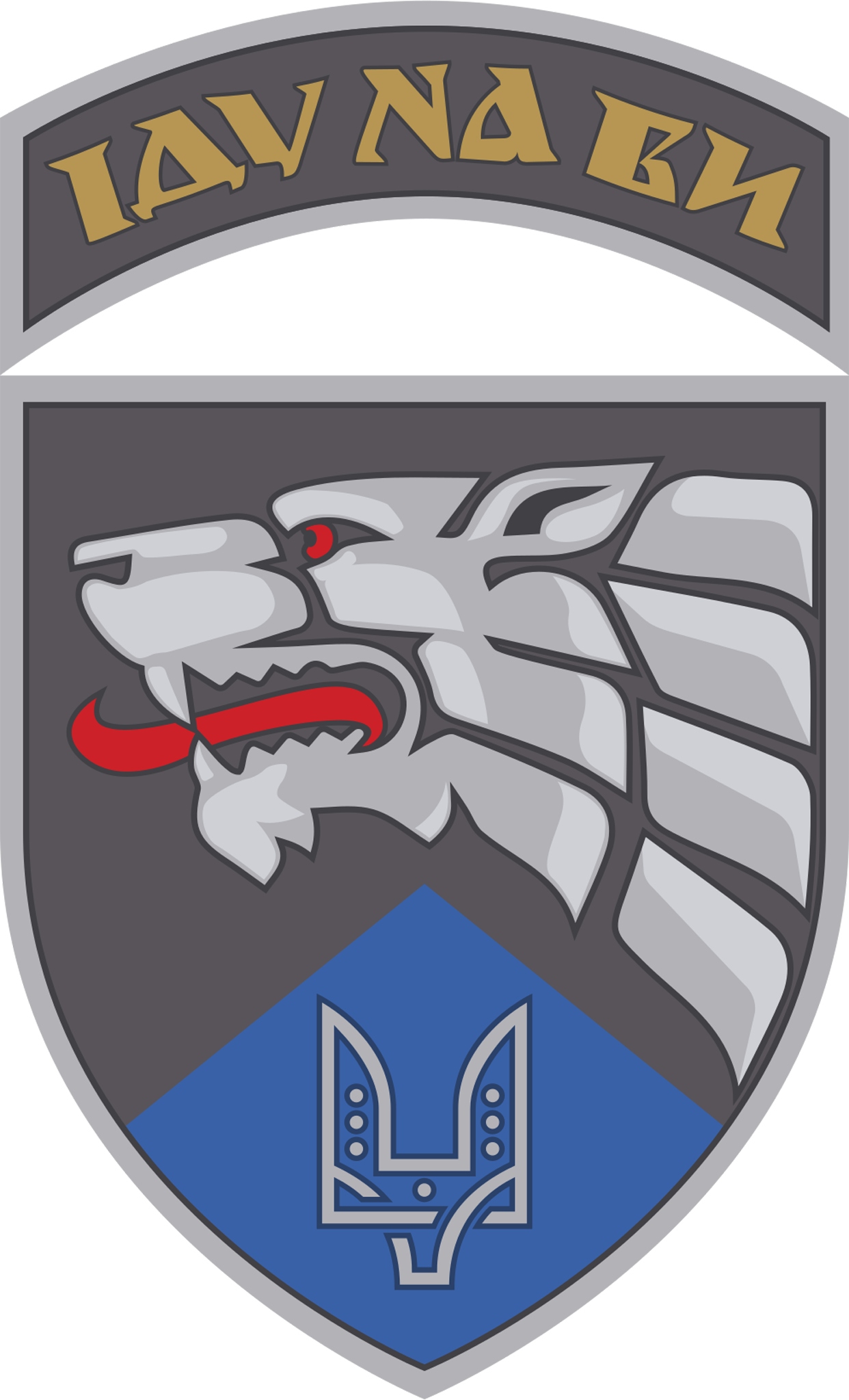
Insignia del regimiento

## Fundación
Tras la disolución de la Unión Soviética, la 8.ª Brigada Especial del Ejército Rojo quedó subordinada al Ministerio de Defensa de Ucrania.
En septiembre de 2003, la unidad pasó de ser una brigada a convertirse en el 8.º regimiento especial independiente (A0553).

## Despliegue en el extranjero
Desde el 18 de febrero de 2004, un pelotón de la unidad estuvo desplegado en operaciones de mantenimiento de la paz en la provincia de Wasit (Irak), así como en Sierra Leona, Liberia y otras zonas de conflicto.. 

## Ejercicios de entrenamiento militar
El regimiento participó en múltiples ejercicios militares a gran escala, incluidos "Respuesta adecuada-2011" y "Perspectivas-2012".
En 2012, el regimiento fue descrito como "la mejor parte de la inteligencia" de las Fuerzas Terrestres de Ucrania. 
En 2013, los atletas del 8.º regimiento de propósito especial ganaron el campeonato de deportes militares aplicados de las Fuerzas Terrestres de Ucrania. 
En 2013, el regimiento también realizó un entrenamiento en el aeródromo militar de Havryshiv, cerca de Vinnytsia, que incluyó un asalto aéreo con un An-26, capturando puestos de mando entre otros objetivos. 
El 15 de febrero de 2014, se celebró una reunión de la dirección de la inteligencia militar de las Fuerzas Terrestres de las Fuerzas Armadas de Ucrania en la base del 8.º regimiento. 
En 2013, los atletas del 8.º regimiento de propósito especial ganaron el campeonato de deportes militares aplicados de las Fuerzas Terrestres de Ucrania. 

## Guerra en el Donbass
El regimiento participó en múltiples operaciones de combate durante la Guerra del Donbass.

### 2014
En junio de 2014, el 8.º Regimiento participó en una batalla contra los separatistas prorrusos cerca de la ciudad de Shchastya en el óblast de Luhansk, sufriendo múltiples heridas. 
El 8.º Regimiento participó en la operación de rescate de un An-26 derribado por los separatistas sobre el territorio ocupado por ellos. Cuatro miembros de la tripulación fueron rescatados mientras que dos fueron capturados por los separatistas. 
El regimiento también participó en operaciones de limpieza en más de 18 edificios administrativos de la ciudad de Kramatorsk. 
El 17 de junio de 2014, durante la batalla de Metalist, el personal del 8.º Regimiento de Fuerzas Especiales fue enviado como refuerzo para el batallón Aydar, cinco fuerzas especiales fueron heridas por APC y RPG de  separatistas rusos y uno de los miembros del personal, Yevgeny Zelenskyi, murió el 24 de junio a causa de sus heridas. 
El 9 de julio de 2014, un vehículo KAMAZ del regimiento con 8 efectivos fue emboscado cerca del pueblo de Muratove, matando a un soldado (Savanchuk Victor Yuriyovych) e hiriendo a otros tres. 
El 20 de julio de 2014, el regimiento bajo el mando del mayor Oleksandr Petrakivskyi participó en la Batalla del Aeropuerto de Luhansk, asegurando el paso de militares ucranianos al aeropuerto, el mayor Oleksandr resultó herido en acción.  El personal del regimiento se movió en dos fuerzas de ataque, una llegó primero y proporcionó cobertura a la segunda, contando con 14 personas. bajo el liderazgo de Petrakivskyi continuó avanzando. Después de una misión de reconocimiento, decidieron atacar profundamente en territorio separatista, después de avanzar unos cientos de metros, fueron atacados por granadas propulsadas por cohetes pero fallaron, el personal del regimiento continuó avanzando enfrentando una fuerte resistencia de los separatistas y tomó represalias infligiendo pérdidas a los separatistas. 
Varios miembros del personal del regimiento resultaron heridos, incluido el artillero que resultó gravemente herido. El convoy del regimiento tuvo que ser detenido y tomar defensa, pero su posición fue bombardeada con morteros, hiriendo a un gran número de soldados, incluido Oleksandr Petrakivskyi, que resultó herido en la cabeza.  
La batalla duró 5 horas, terminando con la evacuación del personal en los APC. Dos miembros del personal del regimiento, Pavlo Ilchuk y Andrii Vasylyshyn, murieron en el sitio.

### Invasión a gran escala
En 2022, después de la invasión rusa a gran escala de Ucrania, el regimiento pasó a denominarse Centro de Operaciones Especiales Separado "Oeste" y recibió el nombre honorífico de Príncipe Izyaslav Mstislavich y recibió el premio honorífico "Por coraje y valentía (Ucrania)" el 24 de agosto de 2022. 
El 13 de abril de 2022, mientras operaba en el territorio de la Operación de Fuerzas Conjuntas, el regimiento se enfrentó a los rusos, el enfrentamiento provocó la muerte de un soldado del regimiento (Maksym Volodymyrovych Kondratyuk). 
El regimiento participó en la Batalla de Bakhmut y el 14 de julio de 2023, un soldado del regimiento (Tegza Anatoly Yaroslavovych) murió en las afueras de Bakhmut  durante un asalto a posiciones enemigas mientras salvaba a otros del regimiento y otra brigada de los francotiradores. 
El 21 de junio de 2023, otro soldado del regimiento (Artem Oleksandrovich Sokolovskyi) murió en combate en el pueblo de Vasylkivka cerca de Bakhmut.
El regimiento participó en operaciones de combate en el pueblo de Verbove, Óblast de Zaporizhia, como parte de la Contraofensiva Ucraniana de 2023 y un soldado de la unidad (Atamanyuk Anton Mykhailovych) murió en acción el 15 de octubre de 2023. 
El 16 de agosto de 2024, durante la incursión en el óblast de Kursk, el regimiento publicó un vídeo en el que tendieron una emboscada a un camión ruso, supuestamente matando a una docena de soldados "en unos minutos".
El 26 de agosto de 2014, el regimiento participó en la batalla de Ilovaisk, ciudad que fue invadida por los separatistas. Un vehículo blindado de transporte de personal que transportaba al personal del regimiento fue atacado por artillería, lo que provocó la muerte de un soldado del regimiento (Oleksandr Valeriyovych). .Otro soldado (Andriyuk Yevhen Oleksandrovych) murió en la misma batalla en una fecha desconocida. 

### 2015
El 29 de enero de 2015, el 8º regimiento independiente capturó MANPADS Igla, cinco minas antipersonal MON-100, pistolas con silenciador PB, uniformes militares rusos, ametralladoras y cartuchos pertenecientes a los separatistas en el óblast de Luhansk. 
En febrero de 2015, el 8.º Regimiento de Operaciones Especiales bajo el mando del mayor Yevgeny Slominsky operó en el pueblo de Khoroshe. 
El 10 de febrero de 2015, un ataque con cohetes por parte de los separatistas en el aeropuerto de Kramatorsk utilizando MLRS BM-30 Smerch provocó la muerte de un soldado del regimiento (Yevhen Valeriyovych Bushnin), entre otros. 
El 14 de febrero, durante la batalla de Debaltseve, unidades del regimiento y del 73.º Regimiento de Operaciones Especiales Navales custodiaron la sección de la carretera Debaltseve-Artemivsk en el óblast de Luhansk para la retirada segura de las tropas ucranianas. 
El regimiento participó en la batalla de Shchastia y el 7 de julio de 2015, un KAMAZ del regimiento fue emboscado por separatistas que atacaron con ametralladoras y lanzagranadas, lo que provocó la muerte de un soldado (Volodymyr Serhiyovych Brozhko) del regimiento y heridas a otros tres. 
En septiembre de 2015, el regimiento llevó a cabo operaciones de limpieza de minas en el pueblo de Krymske, Novoaidar Raion, mientras que simultáneamente se enfrentaba a los separatistas en una batalla, un soldado del regimiento (Oleksandr Oleksandrovych Mandybura) murió y dos resultaron heridos en la explosión de una mina terrestre. 

### 2016
La unidad pasó a formar parte de las Fuerzas de Operaciones Especiales (Ucrania) desde su creación en enero de 2016. 
El 23 de julio de 2016, la unidad participó en una batalla con los separatistas cerca de la aldea de Novozvanivka, en el distrito de Popasna. Descubrieron a militantes que avanzaban y los atacaron, matando a dos e hiriendo a ocho separatistas. Los soldados capturaron un enorme alijo de armas, minas y municiones pertenecientes a los separatistas. Para impedir que los ucranianos se llevaran el armamento capturado, los separatistas comenzaron a atacar utilizando morteros de 82 mm y morteros M1943 de 160 mm, AGS-17, SPG-9, un cañón antiaéreo, un cañón autopropulsado de 122 mm y, más tarde, también un tanque, matando a un soldado (Serhiy Shadskikh) e hiriendo a otros cuatro.
Luego, unos 20 separatistas atacaron las posiciones ucranianas, pero fueron rechazados después de que dos separatistas murieran y cinco resultaran heridos. Los ucranianos se retiraron temporalmente y luego regresaron, para evitar más ataques llevaron a cabo una operación durante la cual un soldado (Roman Mykhailovych Matviets) murió y tres resultaron heridos, mientras que otros cinco separatistas también murieron. 

### 2017
El 24 de junio de 2017, el regimiento participó en una operación de combate en el pueblo de Sokilnyky, Novoaidar Raion y mientras regresaban se encontraron con un campo minado matando a dos soldados del regimiento (Ishchuk Oleksii Vasyliovych y Vasyl Mykhailovych Lavrys). 
El regimiento participó en la Batalla de Slavyansk (2019) y el 18 de julio de 2019, murió durante un enfrentamiento con los militantes un soldado del regimiento (Bogdan Dmytrovych Bigus) fue asesinado y otro resultó gravemente herido. 

### 2019
El 10 de septiembre de 2019, un grupo del regimiento fue emboscado cuando regresaba de una misión de combate en la región de Luhansk y murió un soldado del regimiento (Maksym Volodymyrovych Kondratyuk). 

### 2021
El 6 de diciembre de 2021, en el 30º aniversario de la creación de las Fuerzas Armadas de Ucrania, quince Humvees fueron transferidos a la unidad como parte de un paquete de armas de los Estados Unidos. 

## Estructura
Se encuentra entre los regimientos más preparados para el combate de las Fuerzas Armadas de Ucrania y está compuesto por las siguientes subunidades. 

### Invasión a gran escala

#### 2022
En 2022, después de la invasión rusa a gran escala de Ucrania, el regimiento pasó a denominarse Centro de Operaciones Especiales Separado "Oeste" y recibió el nombre honorífico de Príncipe Izyaslav Mstislavich y recibió el premio honorífico "Por coraje y valentía (Ucrania)" el 24 de agosto de 2022. 
El 13 de abril de 2022, mientras operaba en el territorio de la Operación de Fuerzas Conjuntas, el regimiento se enfrentó a los rusos, el enfrentamiento provocó la muerte de un soldado del regimiento (Maksym Volodymyrovych Kondratyuk). 

### 2023
El regimiento participó en la Batalla de Bakhmut y el 14 de julio de 2023, un soldado del regimiento (Tegza Anatoly Yaroslavovych) murió en las afueras de Bakhmut[36] durante un asalto a posiciones enemigas mientras salvaba a otros del regimiento y otra brigada de los francotiradores. 
El 21 de junio de 2023, otro soldado del regimiento (Artem Oleksandrovich Sokolovskyi) murió en combate en el pueblo de Vasylkivka cerca de Bajmut.
El regimiento participó en operaciones de combate en el pueblo de Verbove, Óblast de Zaporizhia, como parte de la Contraofensiva Ucraniana de 2023 y un soldado de la unidad (Atamanyuk Anton Mykhailovych) murió en acción el 15 de octubre de 2023. 

### 2024
El 16 de agosto de 2024, durante la incursión en el óblast de Kursk, el regimiento publicó un vídeo en el que tendieron una emboscada a un camión ruso, matando supuestamente a una docena de soldados "en pocos minutos".

## Estructura
- Comando  General del regimiento
- 1.er escuadrón de propósitos especiales
- 2.º escuadrón de propósitos especiales
- 3.er escuadrón de propósitos especiales
- 4.º escuadrón de propósitos especiales
- Escuadrón de seguridad del personal
- Escuadrón de comunicaciones

## Comandantes
- Coronel Pavlo Oleksiiovych Davidyuk (1992–1994)
- Coronel Predchuk Anatoly Petrovych (1994–1999)
- Coronel Oleksandr Hryhorovych Shelykh (1999–2002)
- Teniente Coronel Ihor Valeriyovych Overin (2002-?)
- Teniente Coronel Hordiychuk Ihor Volodymyrovych (?-?)[44]
- Teniente  Coronel Serhii Hryhorovych Kryvonos (?-?)
- Teniente Coronel Denisyuk Vasyl (?-2011) [45]
- Coronel Oleg Oleksandrovich Nechaev (2011–2019) [46][47]
- Coronel Shablii Volodymyr Volodymyrovych (2019–2020) [48]
- Coronel Andrii Arkadiyovych Matviishen (2020-)[49][50]

## Enlaces
- Esta obra contiene una traducción  derivada de «8th Separate Special Purpose Regiment (Ukraine)» de Wikipedia en inglés, publicada por sus editores bajo la Licencia de documentación libre de GNU y la Licencia Creative Commons Atribución-CompartirIgual 4.0 Internacional.